# Coleophoridae

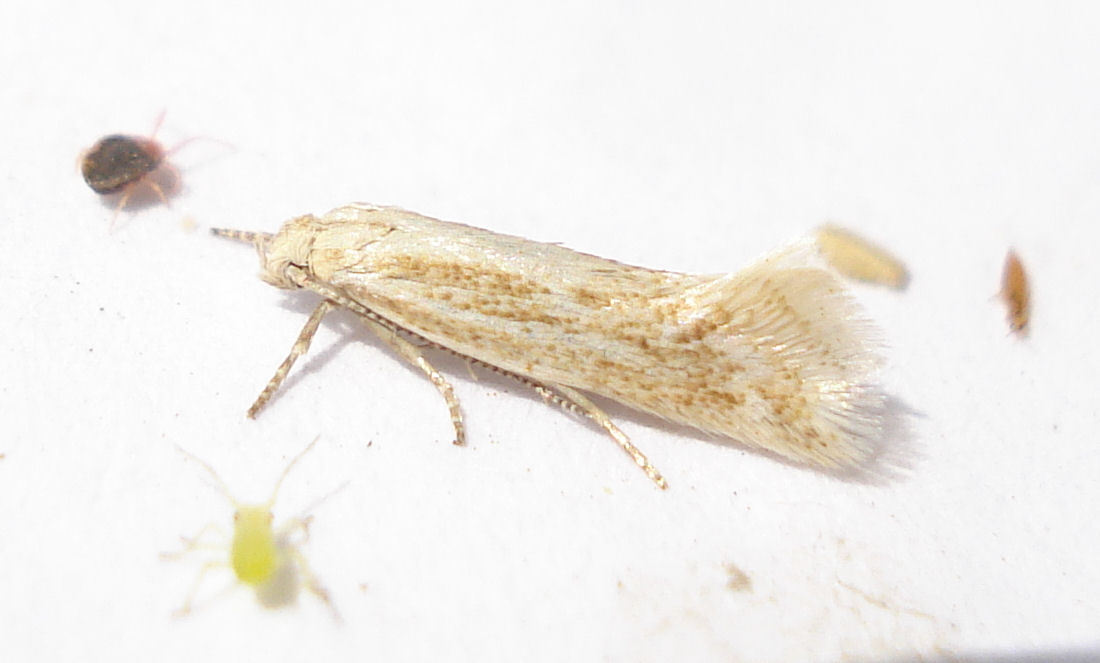
Elachista rufocinerea

Los coleofóridos (Coleophoridae) son una familia de lepidópteros glosados  del clado Ditrysia. Incluye  cerca de 1050 especies, la vasta mayoría (cerca de 1000) del enorme género Coleophora (Se han propuesto numerosas divisiones de este inmenso género pero no han sido ampliamente aceptadas - muchos de los géneros listados, se refieren a esas propuestas de nuevos géneros). La familia está representada en todos los continentes pero la mayoría se encuentran en áreas templadas del hemisferio norte, especialmente en el Paleártico.
Son generalmente muy pequeños, envergadura entre 5 y 26 mm. Los márgenes de sus alas frecuentemente divididos en flecos dando un efecto de difracción. La diminuta larva inicialmente come en el interior de hojas, flores, semillas de sus plantas huéspedes durante su primer estadio. Después emergen para alimentarse en el exterior, usualmente construyen una canasta protectora de hilo de seda, a veces mezclada con material vegetal y sus propios desechos. La desocupan y hacen una nueva con cada muda. Por esta razón, el grupo es frecuentemente conocido como polillas canasto. Se los encuentra con frecuencia en las casas. Por lo general pasan el invierno como larvas del último estadio. Algunas necesitan completar su desarrollo en la primavera.

## Géneros
Abaraschia

Aesyle

Agapalsa

Amblyxena

Amselghia

Amseliphora

Apista

Apocopta

Aporiptura

Ardania

Argyractinia

Ascleriducta

Atractula

Augasma

Bacescuia

Baraschia

Belina

Benanderpia

Bima

Bourgogneja

Calcomarginia

Carpochena

Casas

Casinetella

Characia

Chedra

Chnoocera

Coleophora

Corethropoea

Cornulivalvulia

Corythangela

Cricotechna

Damophila

Ductispira

Dumitrescumia

Duospina

Ecebalia

Enscepastra

Eupista

Eustaintonia

Falkovitshia

Frederickoenigia

Glaseria

Globulia

Glochis

Goniodoma

Hamuliella

Haploptilia

Helopharea

Helvalbia

Homaledra

Ionescumia

Ionnemesia

Iriothyrsa

Ischnophanes

Ischnopsis

Kasyfia

Klimeschja

Klinzigedia

Kuznetzovvlia

Latisacculia

Longibacillia

Lucidaesia

Luzulina

Lvaria

Macrocorystis

Membrania

Metapista

Metriotes

Monotemachia

Multicoloria

Nasamonica

Neugenvia

Nosyrislia

Oedicaula

Omphalopoda

Orghidania

Orthographis

Oudejansia

Papyrosipha

Paravalvulia

Patzakia

Perygra

Perygridia

Phagolamia

Phylloschema

Plegmidia

Polystrophia

Porotica

Postvinculia

Proglaseria

Protocryptis

Quadratia

Razowskia

Rhabdoeca

Rhamnia

Sacculia

Sandaloeca

Scleriductia

Stabilaria

Suireia

Symphypoda

Systrophoeca

Tocasta

Tolleophora

Tollsia

Tritemachia

Tuberculia

Ulna

Valvulongia

Vladdelia

Zagulajevia

Zangheriphora